# Barbarie
Barbarie, (din greacă bárbaros pentru popoare care nu vorbeau limba greacă (cf. Barbar), înseamnă în limbaj cotidian cruzime necontrolată (vezi și  "Vandalism").